# Jaworek (Ząbkowice Śląskie)
Pour les articles homonymes, voir Jaworek.
Jaworek est une localité polonaise de la gmina et du powiat de Ząbkowice Śląskie en voïvodie de Basse-Silésie.